# Encephalartos ngoyanus
Encephalartos ngoyanus I.Verd. è una pianta appartenente alla famiglia delle Zamiaceae, presente in Sudafrica, Swaziland e Mozambico.

## Descrizione
Il fusto è alto 30 cm per un diametro di 15–20 cm. Le foglie sono lunghe dai 50 ai 150 cm, di colore verde scuro, con foglioline che si dipartono opposte con un angolo di 180° dal rachide e che si riducono a spine verso la base della foglia. È una specie dioica, con coni maschili gialli, ovoidali lunghi 20–25 cm per 5–7 cm di diametro, e coni femminili gialli, ovoidali lunghi 25 cm per 12–15 cm di diametro. I semi sono di forma oblunga, lunghi 25–30 mm e larghi 15–20 mm, con tegumento di colore rosso.

## Distribuzione e habitat
La specie si trova principalmente nella provincia del KwaZulu-Natal, in Sudafrica, ma è presente anche in Swaziland e Mozambico. L'areale è delimitato a sud dalla foresta Ngoye e segue i Monti Lebombo fino al fiume Maputo. Cresce nelle praterie aperte o ai margini delle foreste, spesso tra i massi. Vive ad una quota compresa tra i 200 e i 600 m s.l.m..

## Conservazione
La IUCN Red List classifica E. ngoyanus come specie vulnerabile. I principali pericoli per questa specie sono costituiti dal pascolo eccessivo e dagli incendi. Inoltre molti esemplari vengono raccolti a scopo di collezionismo. La popolazione è in costante calo, nonostante parte dell'areale ricada in riserve naturali protette.

La specie è inserita nella Appendice I della Convention on International Trade of Endangered Species (CITES).